# Чёртов мост (Армения)
Чертов мост или Сатани камурдж (арм. Սատանի կամուրջ) — природный мост длиной около 30 метров и шириной около 50—60 метров, располагается в Сюникской области Армении в ущелье реки Воротан в около 2,5 км к востоку от села Татев. Высота моста над поверхностью реки — около 50 м. Расположен в самой глубокой части ущелья — на глубине в 700—800 метров.
Природный мост на протяжении веков образовывался из травертина и горячих минеральных вод температурой около 250 °C, источник которых находится там же, прямо под мостом. Скопления травертина по обе стороны реки и образуют естественный арочный мост, основанный на множестве сталактитов, почти полностью разрушенных многочисленными посетителями. Стены ущелья окрашены источником в розовый, жёлтый и зелёный цвета. Минеральные источники, находящиеся прямо под мостом, впадают непосредственно в реку Воротан, делая поток воды более обильным. Минеральные источники под мостом и в прилегающей местности дают общий расход воды 500—600 литров в сутки. Горячая вода минеральных источников природного моста создала бассейны и обладает целебными свойствами. В древние времена армянские богачи посещали пещеру под мостом в летние месяцы, чтобы принять целительную ванну. На месте древних бассейнов возле источников созданы небольшие ванны, где население ныне использует воду в лечебных целях. Согласно традиции, прошедшего под мостом ожидает счастливая жизнь.
В паре километрах от моста расположена Татевская пустынь, а вверх по дороге — монастырь Татев. Через этот мост проходит шоссе Горис—Татев. Является памятником природы республиканского значения.

## Галерея

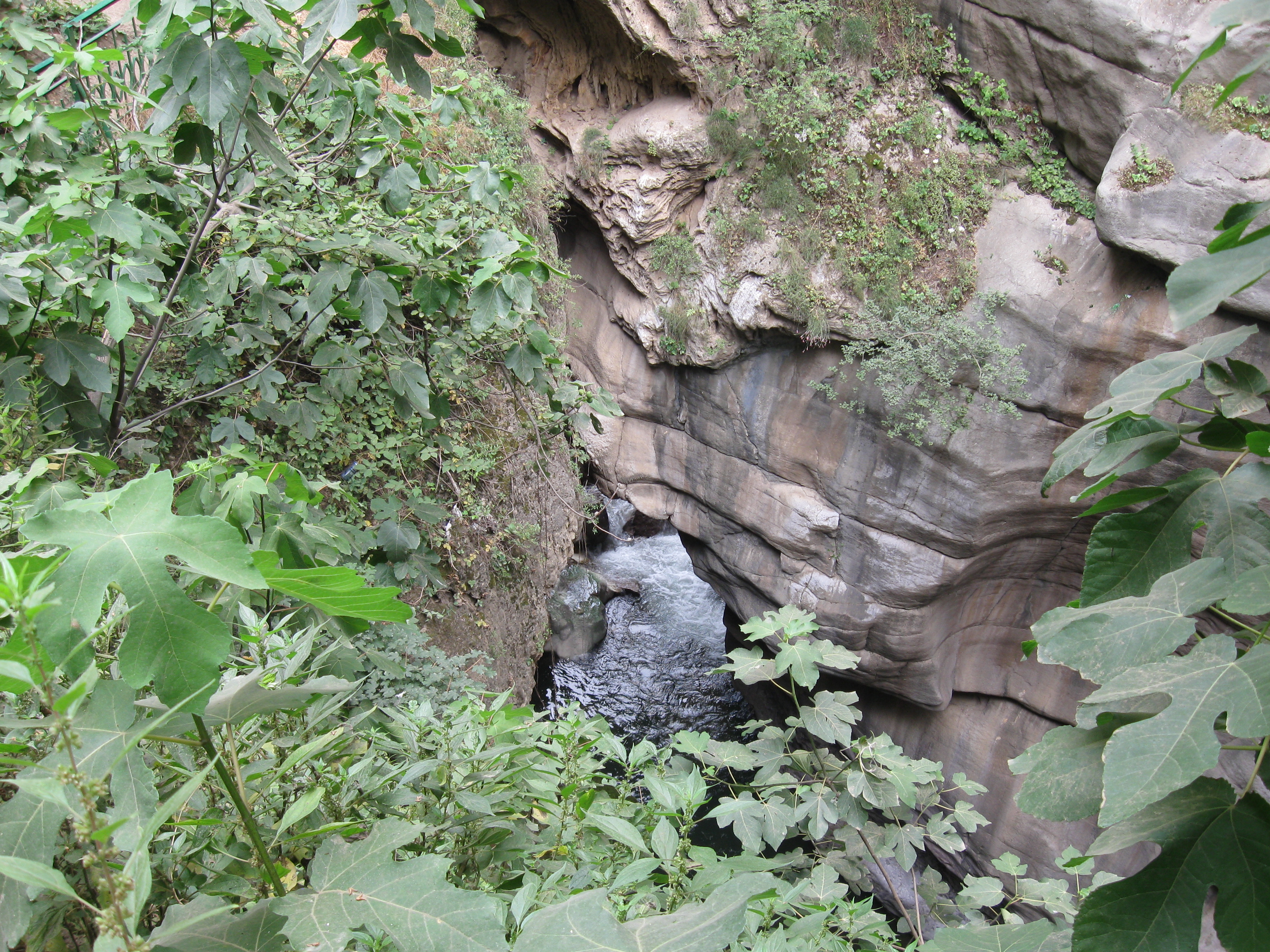
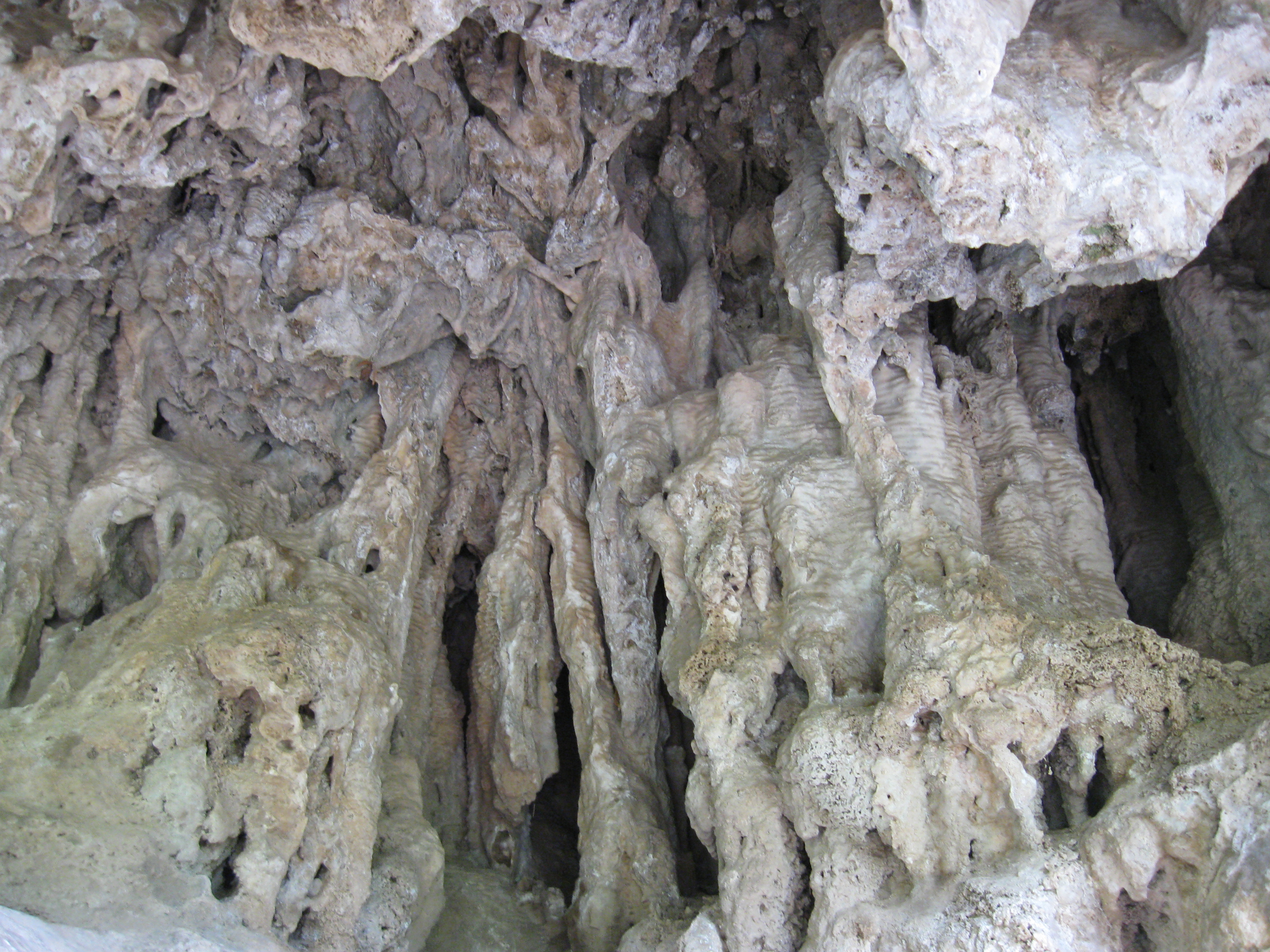
Сталактиты в пещере
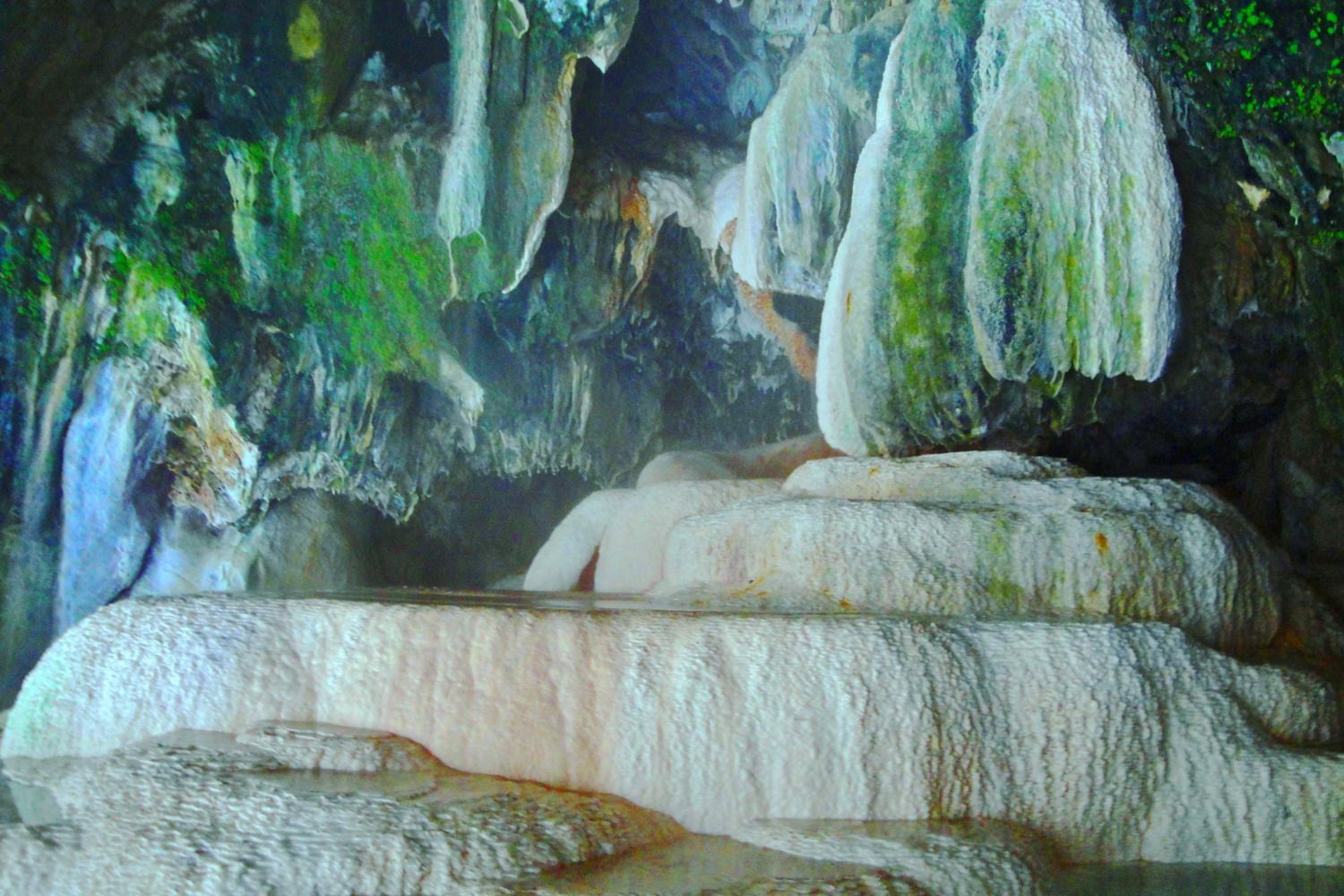
Пещера под мостом
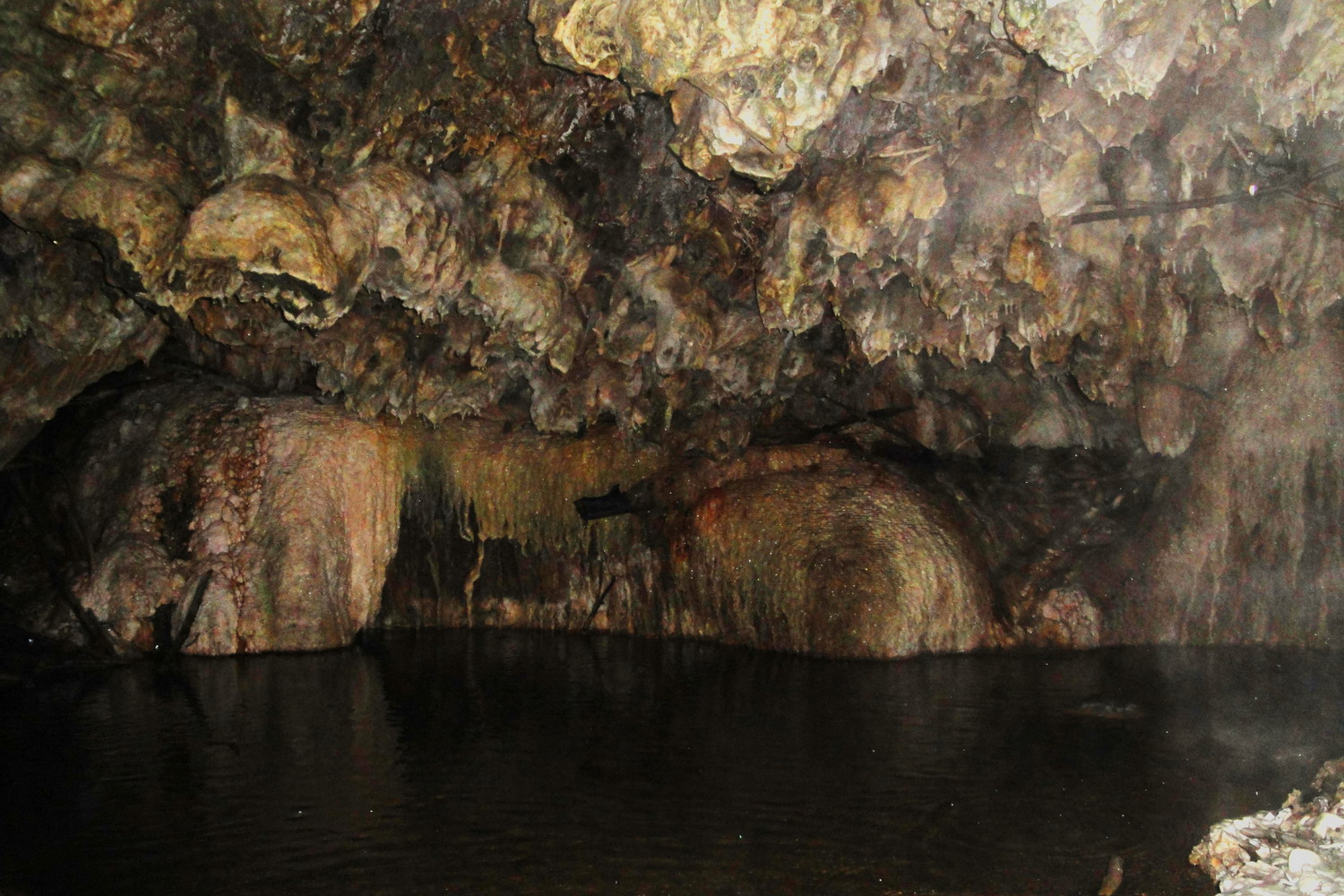
Бассейн в пещере под мостом
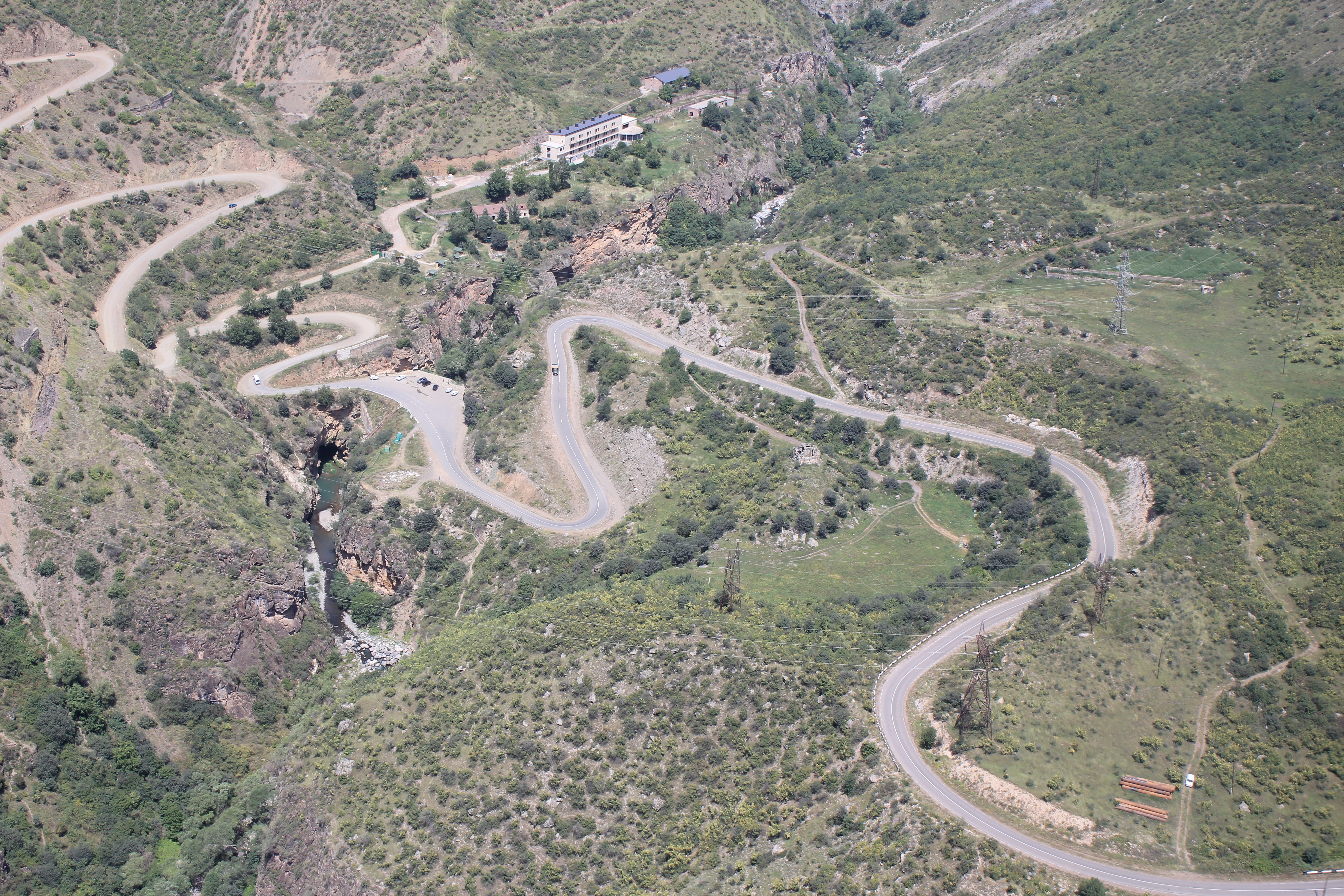
Вид с высоты полёта